# IC 3074
IC 3074 ist eine Balken-Spiralgalaxie mit ausgedehnten Sternentstehungsgebieten vom Hubble-Typ SBd im Sternbild Jungfrau auf der Ekliptik, die schätzungsweise 85 Millionen Lichtjahre von der Milchstraße entfernt ist. Unter der Katalogbezeichnung VCC 162 wird sie als Mitglied des Virgo-Galaxienhaufens aufgeführt.
Im selben Himmelsareal befinden sich u. a. die Galaxien IC 3040 und NGC 4178.
Das Objekt wurde am 6. September 1900  von Arnold Schwassmann entdeckt.